# Atta robusta
Atta robusta là một loài kiến ăn lá Tân Thế giới, trong họ Myrmicinae thuộc chi Atta. Loài này thuộc một trong hai chi kiến nấm thuộc tông Attini.